# Dystasia bella
Dystasia bella är en skalbaggsart som först beskrevs av Stefan von Breuning 1940.  Dystasia bella ingår i släktet Dystasia och familjen långhorningar. Inga underarter finns listade i Catalogue of Life.